# Île des Saints Pères
L'Île des Saints Pères, appelé aussi îlot des Écluses, est une île fluviale française de la Marne située sur le territoire communal de Joinville-le-Pont (Val-de-Marne), à l'entrée du canal de Saint-Maur au sud de l'écluse de Saint-Maur.
Deux passerelles la rejoignent à l'avenue Pierre-Mendès-France dans la même commune.
Elle abrite la subdivision territoriale des services de la navigation de la Seine et de Voies navigables de France.